# COVID-19-Impfpflicht in Österreich
Die COVID-19-Impfpflicht in Österreich regelte die COVID-19-Impfung gegen die Erkrankung COVID-19 im Rahmen der COVID-19-Pandemie in Österreich, wurde jedoch de facto nie umgesetzt. Die Impfpflicht beruhte auf dem  Bundesgesetz über die Impfpflicht gegen COVID-19 (COVID-19-Impfpflichtgesetz – COVID-19-IG), das am 20. Jänner 2022 vom Nationalrat mit deutlicher Mehrheit beschlossen wurde und dem am 3. Februar 2022 auch der Bundesrat zustimmte. Die Einführung der Impfpflicht war in drei Phasen vorgesehen. Das Gesetz trat mit dem der Kundmachung im Bundesgesetzblatt für die Republik Österreich folgenden Tag in Kraft.
Da die Infektionszahlen eine Impfpflicht nicht rechtfertigen würden und sie zum Schutz vor einem überlasteten Spitalswesen nicht notwendig sei, erklärte die Bundesregierung am 9. März 2022, den Vollzug der Impfpflicht für zunächst 3 Monate auszusetzen. Die Aussetzung bis zum 31. Mai 2022 betraf dabei nicht nur den Verzicht auf die Durchsetzung von Strafen, sondern die Pflicht an sich.
Das COVID-19-Impfpflichtgesetz, die COVID-19-Impfpflichtverordnung und die Verordnung betreffend die vorübergehende Nichtanwendung des COVID-19-Impfpflichtgesetzes und der COVID-19-Impfpflichtverordnung wurden schließlich am 29. Juli 2022 ersatzlos außer Kraft gesetzt, da die SARS-CoV-2-Variante Omikron mildere Krankheitsverläufe habe, die Wirksamkeit der Impfung gegen Ansteckungen gemindert sei und trotz Gesetz zu wenige Menschen zum Impfen veranlasst worden seien.

## Gesetzliche Impfpflicht
Personen, die im Bundesgebiet einen Wohnsitz hatten oder über eine Hauptwohnsitzbestätigung verfügten und das 18. Lebensjahr vollendet hatten, waren verpflichtet, sich einer Schutzimpfung gegen COVID-19 zu unterziehen.
Die Impfpflicht bestand nicht für Schwangere, für Personen, die nicht ohne Gefahr für Leben oder Gesundheit geimpft werden konnten und für Personen, die eine bestätigte Infektion mit SARS-CoV-2 überstanden hatten, für die Dauer von 180 Tagen ab dem Tag der Probenahme. Die Gründe, ob eine Person aus Gefahr für Leben oder Gesundheit nicht geimpft werden konnte, wurden per Verordnung durch das Bundesministerium für Soziales, Gesundheit, Pflege und Konsumentenschutz festgelegt.
Die Impfung umfasste eine aus Erst-, Zweit- und Drittimpfung bestehende Impfserie mit einem anerkannten oder einem nach der Verordnung (EG) Nr. 726/2004 von der Europäischen Kommission zentral zugelassenen COVID-19-Impfstoff.
Wer nach dem 15. März 2022 die Impfpflicht nicht erfüllte, beging eine Verwaltungsübertretung. Im abgekürzten Verfahren war eine Geldstrafe von bis zu 600 Euro vorgesehen. Sofern die Zahlung verweigert oder Einspruch erhoben worden wäre, wäre es zu einem ordentlichen Verfahren gekommen, in dem das Strafausmaß bis zu 3.600 Euro betragen hätte. Die verhängten Geldstrafen wären dem jeweiligen Landesgesundheitsfonds zugeflossen.
Bei Zahlungsverweigerung wäre, wie auch bei gewöhnlichen Verfahren, eine Exekution (gerichtliche Pfändung) vom Gerichtsvollzieher durchgeführt worden. Eine Umwandlung der Geldstrafe in eine Freiheitsstrafe hätte auch im Falle der Uneinbringlichkeit der Geldstrafe nicht stattgefunden. Die Bestrafung hätte durch Nachholung der erforderlichen Impfung abgewendet werden können.
Gegenüber derselben Person hätten maximal vier Strafverfahren pro Jahr geführt werden können.
Das Gesetz trat am 5. Februar 2022 in Kraft und wäre mit Ablauf des 31. Jänner 2024 außer Kraft getreten. Am 9. März 2022 wurde es bis 31. Mai 2022 ausgesetzt. Diese Aussetzung wurde am 25. Mai 2022 bis 31. August 2022 verlängert. Am 23. Juni 2022 kündigte die Regierung an, das Impfpflichtgesetz gänzlich außer Kraft zu setzen.

## Ablauf

### Phase 1
Phase 1 galt ab Inkrafttreten des Gesetzes bis 15. März 2022. In dieser Phase erhielten alle Haushalte in Österreich Informationen über die Impfpflicht in Form von Postwurfsendungen. Eine Impfung hätte in dieser Phase in Anspruch genommen werden sollen.

### Phase 2
Bis zur Festlegung der „Erinnerungsstichtage“ wäre ab 15. März die Einhaltung der Impfpflicht durch Organe des öffentlichen Sicherheitsdienstes flächendeckend kontrolliert worden, unter anderem im Rahmen von üblichen Verkehrskontrollen. Im Fall einer Übertretung wäre eine Anzeige bei der Bezirksverwaltungsbehörde erfolgt, die eine Frist zur Vorlage eines Impfnachweises bzw. eines Ausnahmegrundes festgelegt hätte. Wenn man dem nicht nachgekommen wäre, hätte man eine Verwaltungsübertretung begangen und mit bis zu 600 Euro Verwaltungsstrafe bestraft werden können.

### Phase 3
Nach einer Datenverschneidung zwischen dem Zentralen Melderegister und dem Epidemiologischen Meldesystem sowie dem Zentralen Impfregister wären alle Ungeimpften zu per Verordnung festgelegten „Erinnerungsstichtagen“ per Brief aufgefordert worden, sich impfen zu lassen oder bei einem berechtigten Arzt einen Ausnahmegrund eintragen zu lassen. Es wären zwei „Impfstichtage“  pro Jahr festgelegt worden. Sofern zu diesem Zeitpunkt kein Eintrag einer Impfung oder eines Ausnahmegrundes im Zentralen Impfregister vorgelegen wäre, wäre von der zuständigen Bezirksverwaltungsbehörde ein Strafverfahren eingeleitet worden. Das Strafverfahren wäre eingestellt worden, wenn innerhalb von zwei Wochen ab Ausstellung der Strafverfügung ein Impfnachweis oder ein Nachweis über einen Ausnahmegrund der Bezirksverwaltungsbehörde vorgelegt werden könnte.

## Hintergrund
Lange Zeit wurde eine Impfpflicht von der Regierung ausgeschlossen. Am 19. November 2021 kündigte der damalige Bundeskanzler Alexander Schallenberg an, man werde doch eine Impfpflicht einführen. Trotz aller Überzeugungsarbeit und Kampagnen seien zu wenige Menschen geimpft worden, meinte Schallenberg. Eine allgemeine Impfpflicht gab es zu dem Zeitpunkt nur in wenigen Staaten weltweit. Dazu zählen unter anderem Turkmenistan und Tadschikistan sowie der Vatikan. Mehrere Länder und Gebiete haben eine COVID-19-Impfpflicht nur für bestimmte Bevölkerungs- oder Berufsgruppen erlassen.
Die ELGA GmbH kündigte am 7. Jänner 2022 an, den notwendigen Datenabgleich für eine flächendeckende Verfolgung erst im April bereitstellen zu können.
Ende Jänner 2022 propagierte Christiane Druml, Vorsitzende der Bioethikkommission beim Bundeskanzleramt und Mitglied im Beraterstab der Coronavirus-Taskforce im Gesundheitsministerium, für Österreich über eine Covid-19-Impfpflicht hinaus weitere Impfpflichten gegen Masern, Keuchhusten und Influenza.
Am 13. Februar 2022 erklärte Bundeskanzler Karl Nehammer, dass er sich die baldige Aussetzung der Impfpflicht vorstellen könne, „wenn es die Expertinnen und Experten so beurteilen und der Regierung vorschlagen. Der Sinn dieses Gesetzes war es nie, eine Zwangsmaßnahme zu setzen, sondern die richtige Antwort zur richtigen Zeit auf die jeweilige Gefährlichkeit des Virus zu finden.“
Da die Infektionszahlen eine Impfpflicht nicht rechtfertigen würden und sie zum Schutz vor einem überlasteten Spitalswesen nicht notwendig sei, empfahl die gem. § 19 COVID-19-IG mit einem begleitenden Monitoring beauftragte Kommission am 8. März 2022 der Bundesregierung, Verstöße gegen die Impfpflicht nicht zu sanktionieren und damit Phase 2 nicht zum 15. März umzusetzen. Am 9. März 2022 erklärte die Bundesregierung daher, den Vollzug der Impfpflicht für zunächst 3 Monate auszusetzen. Die Aussetzung bis zum 31. Mai 2022 betraf dabei nicht bloß den Verzicht auf der Durchsetzung von Strafen, sondern die Pflicht an sich.

## Der Weg in der Bundesgesetzgebung
Das Gesetz wurde am 20. Jänner 2022 im Nationalrat beschlossen.
Bei den beiden Regierungsparteien (ÖVP, Die Grünen) stimmten die anwesenden Mandatare geschlossen für die Impfpflicht. Bei der SPÖ stimmten die anwesenden Mandatare für die Impfpflicht, mit Ausnahme von Josef Muchitsch. Bei NEOS stimmten 11 von 15 Abgeordneten für die Impfpflicht, dagegen stimmten Stephanie Krisper, Fiona Fiedler, Johannes Margreiter und Gerald Loacker. Die anwesenden Mandatare der FPÖ stimmten geschlossen gegen die Impfpflicht. Die freie Abgeordnete Philippa Strache stimmte für den Gesetzesentwurf.
In der Sitzung nicht anwesend waren unter anderem Ewa Ernst-Dziedzic (Grüne), Gudrun Kugler (ÖVP), Rudolf Silvan, Petra Vorderwinkler, Robert Laimer, Max Lercher (jeweils SPÖ) sowie Dagmar Belakowitsch und Volker Reifenberger (beide FPÖ). Insgesamt stimmten 137 der 170 anwesenden Abgeordneten (von gesamt 183) für den Entwurf.
In der Bundesratssitzung am 3. Februar 2022 stimmte auch die zweite österreichische Parlamentskammer dem Impfpflichtgesetz zu. Von den 59 in der Sitzung anwesenden Bundesratsmitgliedern stimmten 47 gegen die Erhebung eines Einspruchs gegen den Gesetzesentwurf (was ein Suspensives Veto bedeutet hätte) und zwölf für die Erhebung eines solchen. Neben allen zehn Bundesratsmitgliedern der FPÖ stimmten auch die beiden SPÖ-Bundesratsmitglieder David Egger (SPÖ, Salzburg) und Horst Schachner (SPÖ, Steiermark) für die Erhebung eines Einspruchs und damit gegen den Gesetzesentwurf.
Am 4. Februar 2022, einen Tag nach der Beschlussfassung im Bundesrat, beurkundete Bundespräsident Alexander Van der Bellen das verfassungsgemäße Zustandekommen des Gesetzesentwurfes. Noch am selben Tag erfolgte die Gegenzeichnung durch Bundeskanzler Karl Nehammer sowie die Kundmachung im Bundesgesetzblatt (BGBl I Nr. 4/2022). Das Bundesgesetz über die Pflicht zur Impfung gegen COVID-19 trat somit am 5. Februar 2022 in Kraft.

## Rezeption
Nach einer Umfrage des Meinungsforschers Peter Hajek für ATV vom 5. Dezember 2021 waren 53 Prozent der Bevölkerung für eine Impfpflicht. Strikt dagegen waren 32 Prozent und 13 Prozent waren unentschlossen. Dabei gibt es wesentliche Unterschiede zwischen Wählergruppen. Die Mehrheit der ÖVP- und SPÖ-Wähler waren dafür, während die meisten FPÖ-Wähler dagegen waren. Bei den zeitgleich stattfindenden konträren Volksbegehren der Initiative IGE sprachen sich bis zum September 2021 269.391 Menschen gegen und 65.729 für eine Impfpflicht aus. Eine Umfrage der Salzburger Arbeiterkammer ergab im Dezember 2021 eine knappe Mehrheit gegen die Impfpflicht unter den Salzburger Arbeitnehmern. In einer profil-Umfrage am 15. Jänner 2022 sprachen sich 51 % der Befragten gegen eine Impfpflicht ab Februar aus.
Der FPÖ-Bundesparteiobmann Herbert Kickl reagierte auf die Ankündigung einer Impfpflicht am 19. November 2021 mit der Aussage, Österreich sei „mit heutigem Tag eine Diktatur“.
Bei der Debatte im steirischen Landtag positionierten sich die FPÖ, die NEOS und die KPÖ gegen die Impfpflicht.
Auf Bundesebene forderten die NEOS, dass mit der Gültigkeit der Impfpflicht ein Ende der 2G-Regel und des Lockdown für Ungeimpfte einhergehen müsse. Außerdem kritisierten sie die Impf-Lotterie und die dadurch verursachten Kosten scharf. Auch ein im Auftrag der WKO erstelltes Rechtsgutachten kam zum Schluss, dass die 2G-Pflicht mit Einführung der Impfpflicht verfassungswidrig sei.

### Demonstrationen

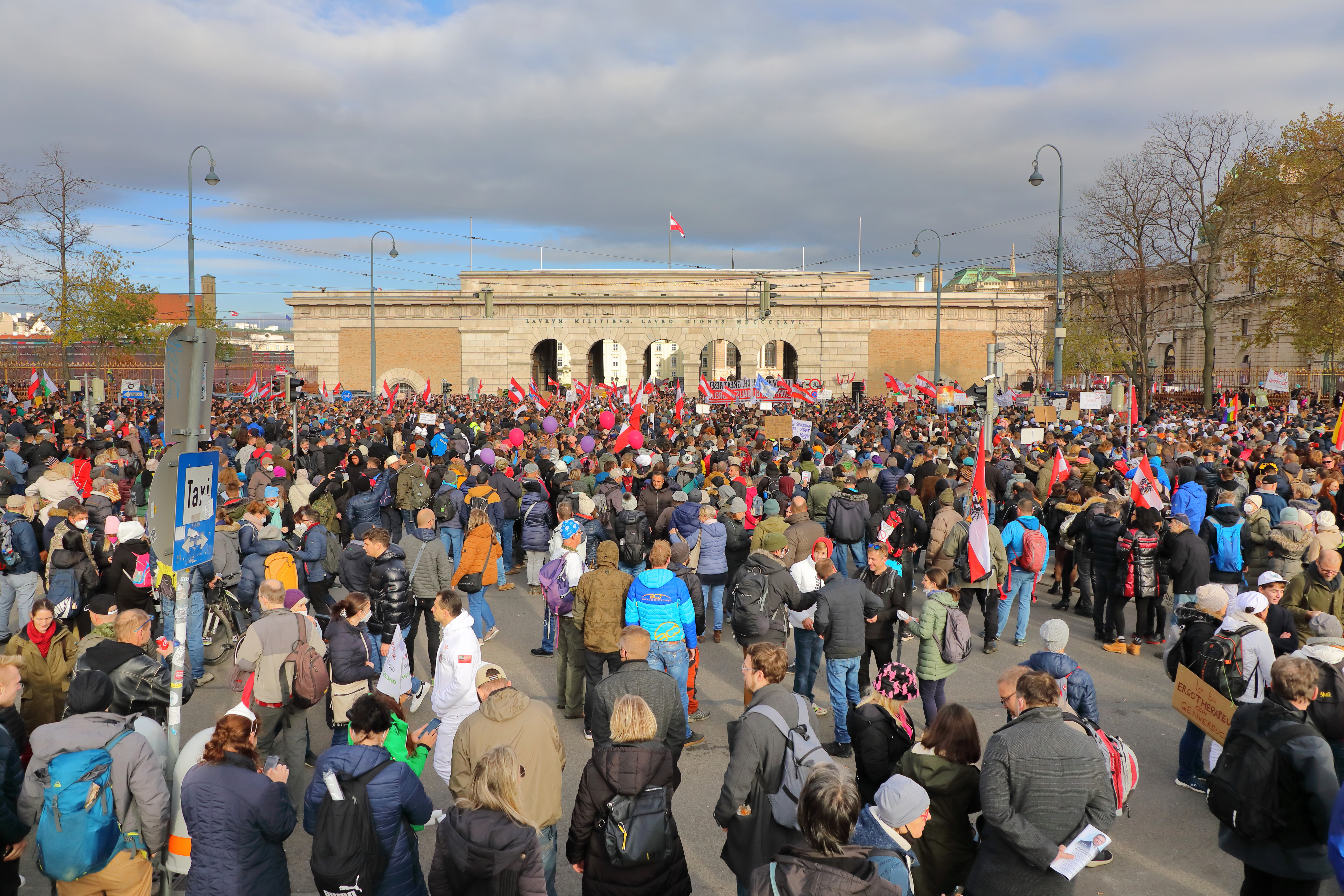
Demonstration gegen die Impfpflicht und die Anti-Corona-Maßnahmen am 20. November 2021 in Wien mit rund 40.000 Teilnehmern

Seit der Ankündigung gab es Proteste in allen Bundesländern. Die FPÖ rief auch zu Demonstrationen auf. Der damalige Innenminister Karl Nehammer warnte vor einer „zunehmenden Radikalisierung der Maßnahmen-Gegner“. Manche Demonstranten verglichen den damaligen Bundeskanzler Schallenberg mit dem KZ-Arzt Josef Mengele und trugen Judensterne mit der Aufschrift „ungeimpft“. Einige Journalisten wurden beleidigt und angegriffen. Während die breite Mehrheit der Teilnehmer friedlich waren, gab es vereinzelt auch Angriffe auf Polizisten.

## Gesellschaftliche Debatte
Grundsätzlich stellt eine Impfpflicht einen Eingriff in das Recht auf körperliche Unversehrtheit dar (Art. 3 der europäischen Grundrechte). Allerdings steht nach mehreren Urteilen des Europäischen Gerichtshofs für Menschenrechte eine hinreichend begründete Impfpflicht nicht im Widerspruch zur Europäischen Menschenrechtskonvention. In Österreich gab es schon seit 1939 eine Impfpflicht gegen Pocken, die mit der Ausrottung der Krankheit 1981 aufgehoben wurde.
Für Befürworter der Impfpflicht ist der Eingriff in die Grundrechte vertretbar, da dadurch die Gesundheit der Allgemeinheit als Grundrecht geschützt werden würde. Ungeimpfte würden überproportional Intensivstationen und Spitäler belasten und damit anderen die ärztliche Behandlung vorenthalten. Zwar gäbe es ein „Recht auf Krankheit“, wonach Menschen nicht für ihre eigene Gesundheit zu einer Behandlung gezwungen werden dürfen, doch ende die Freiheit des Einzelnen dort, wo man andere in Gefahr bringe. Dies gelte insbesondere in Bezug auf Personengruppen, die sich aufgrund von Vorerkrankungen nicht impfen lassen können, und deswegen von der Allgemeinheit geschützt werden müssten. Mit einer höheren Impfquote ließen sich Lockdowns und die damit verbunden wirtschaftlichen und sozialen Schäden vermeiden, außerdem würde durch ein geringeres Infektionsgeschehen die Entstehung gefährlicherer Virus-Mutationen erschwert.
Damit eine Impfpflicht rechtlich durchsetzbar ist, muss sie verhältnismäßig sein, es darf also keine gelinderen Mittel geben, die denselben Zweck erfüllen. Damit stellt die Impfpflicht nach Aussage des Gesundheitsministers eine Ultima-Ratio-Maßnahme dar. Verfassungsjuristen zweifeln an der Verfassungskonformität der Impfpflicht.
Voraussetzung für eine Impfpflicht ist allerdings eine hohe Sicherheit der zugelassenen COVID-19-Impfstoffe. Das Risiko von schwerwiegenden Nebenwirkungen der Impfung ist nach den vorliegenden wissenschaftlichen Erkenntnissen geringer als die Folgen eines schwerwiegenden Krankheitsverlaufs. Kritiker vertreten die Meinung, es gäbe keine Daten zu Nebenwirkungen der Impfung, die möglicherweise erst nach Monaten oder Jahren auftreten. Dem setzt Klaus Cichutek, Chef des Paul Ehrlich-Instituts (PEI) entgegen, dass es bei Impfstoffen generell so sei, dass die meisten Nebenwirkungen schon innerhalb weniger Stunden oder Tage auftreten, in seltenen Fällen auch nach Wochen. Langzeit-Nebenwirkungen, die erst nach Jahren auftreten, seien bei Impfstoffen generell unbekannt. Wird dagegen von Langzeitfolgen gesprochen, werden darunter  sehr seltene Nebenwirkungen verstanden, die möglicherweise erst nach längerer und häufiger Anwendung eines Impfstoffs entdeckt werden. Dieses Prinzip gelte grundsätzlich auch für mRNA-Impfstoffe.
Da die verfügbaren Impfstoffe keine sterile Immunität bewirken, wird die Verhältnismäßigkeit der Maßnahme ebenfalls angezweifelt.
Kritiker einer Impfpflicht sehen in regelmäßigen Corona-Tests eine für die Pandemiebekämpfung äquivalente Maßnahme, die weniger stark in die Grundrechte eingreife. Ein getesteter Ungeimpfter ist nach Aussage des Medizinethikers Ulrich H. J. Körtner weniger gefährlich als ein potentiell infizierter, ungetesteter Geimpfter, die Testung schütze jedoch nicht vor einer Infektion. Daneben ist die Verlässlichkeit der Antigen-Schnelltests gemäß aktueller Studien beschränkt. So liegt die Sensitivität bei symptomfreien Personen nur bei 58 %, viele infizierte Personen werden also gar nicht entdeckt. Im Falle eines falsch-negativen Tests schützt eine Impfung immer noch vor Infektion und schweren Verläufen.
Des Weiteren wird an der praktischen Umsetzung gezweifelt. Impfgegner könnten die Impfung weiterhin verweigern, Geldstrafen in Kauf nehmen und Rechtsverfahren einleiten, die die Behörden überlasten könnten. Kritiker der Impfpflicht befürchten, diese würde nur noch mehr Widerstand auslösen und zögernde Personen nicht überzeugen.
In einem APA-Interview scherte Artur Wechselberger, der Präsident der Tiroler Ärztekammer, am 13. Februar 2022 aus der Empfehlung der Ärztekammern vom November 2021 aus und vertritt nun die Fachmeinung, dass die Impflicht in Österreich „zumindest“ ausgesetzt werden soll. Die Verantwortlichen müssten sich unter anderem die Frage stellen, ob es noch unbedingt notwendig ist, diese Spaltung der Gesellschaft in Kauf zu nehmen. Bei der Impfpflicht müsse man sich zudem fragen, ob es angesichts der Lage noch notwendig und verhältnismäßig sei, bei vielen Menschen Ängste zu schüren: Und welchen Mehrwert hat man durch die Impfpflicht noch zu erwarten, wenn man sich bewusst ist, dass man nie 100 Prozent erreichen wird, wir bereits einen wirklich hohen Stand an Durchimpfung haben und bereits eine sehr hohe Durchseuchungsrate aufweisen. Zudem forderte er ein Aus für alle COVID-19-Maßnahmen und eine vollkommene Rückkehr zur Normalität, sobald die Omikron-Welle zu Ende sei. Kurz darauf wird in der Kronen-Zeitung ein Interview von Bundeskanzler Nehammer veröffentlicht, in dem er erklärt, entgegen dem noch am 10. Februar geäußerten Festhaltens an der Impfpflicht, dass es durchaus auch ein Aussetzen der Impfpflicht geben könne, wenn Experten dies befürworten. Auch die Grünen-Klubchefin Sigrid Maurer, die am 10. Februar noch vehement für die Impfpflicht eingetreten ist, schwenkt nun flexibel um und beruft sich nun auf wissenschaftliche Evidenz, Notwendigkeit und Verhältnismäßigkeit einer solchen Maßnahme.